# ۱ سگ کوچک
۱ سگ کوچک یک ستاره است که در صورت فلکی سگ کوچک قرار دارد.